# Insel des Terrors
Insel des Terrors (Alternativtitel: Zombie Island Massacre) ist ein US-amerikanischer B-Horrorfilm aus dem Jahr 1984, der unter der Regie von John N. Carter für Troma Entertainment entstand.

## Handlung
Eine Gruppe amerikanischer Touristen bucht während ihres Karibikurlaubes einen Tagesausflug auf die paradiesische Insel San Marie. Der Reiseleiter verspricht ihnen noch vor Reisebeginn eine vergnügliche, romantische und mysteriöse Erlebnisreise und preist den geheimnisvollen übernatürlichen Charakter des Eilandes.
Auf San Marie angelangt führt Mr. Jones, so der Name des Reiseführer, die Gruppe zu einer für die Urlauber inszenierten religiösen Zeremonie, bei der bestimmte Voodoo-Rituale praktiziert werden. Paul, ein Pressefotograf, hält dabei fasziniert ein Tieropfer mit seinem Fotoapparat fest, das augenscheinlich eine leblose Gestalt wieder zum Leben erweckt. Die Darbietung wird von den Touristen kontrovers aufgenommen, neben Begeisterung für die vermeintliche Showeinlage überwiegt bei anderen der Ekel; so meidet beispielsweise ein Liebespaar die Aufführung, wird aber noch während der Darbietung heimlich von etwas niedergeschlagen und getötet.
Nach der Darbietung folgen die übrig gebliebenen Gäste ihrem Reiseleiter in dem unwegsamen Gelände zurück zum Bus. Mittlerweile ist jedoch die Nacht herangebrochen, der Busfahrer spurlos verschwunden und der mit einem unbekannten Symbol beschmierte Bus fahruntüchtig. Der um eine sichere Rückreise bemühte Jones wandert daraufhin zu einer entfernten Telefonzelle, um die Touristen noch planmäßig ins Hotel zu bringen, findet jedoch kurz vor der defekten Telefonzelle den leblosen Körper des Busfahrers, sowie zwei andere Leichen. Nach einer Weile folgt Steve dem Reiseleiter in Richtung Telefonzelle, kehrt jedoch enttäuscht zu den wartenden Touristen zurück. Neben einer defekten Telefonzelle bringt er ihnen die Kopfbedeckung des Busfahrers mit. Die Gruppe, die nun auch das Fehlen des Liebespaares bemerkt, wird zunehmend nervöser und beschließt nicht weiter im Bus zu verharren, sondern sich auf den Weg zu einem angrenzenden alten Haus zu machen.
Während ihrer Wanderung wird Paul von einem geheimnisvollen Wesen angegriffen, kann es aber abwehren und die Gruppe warnen. Dennoch wird die Gruppe auf ihrem Weg ins „rettende“ Haus von etwas Unbekanntem immer weiter attackiert und dezimiert. Das Haus selbst bietet den Überlebenden jedoch auch keinen ausreichenden Schutz, neben einer gekappten Telefonverbindung und diverser Literatur zum Thema Kannibalismus, wird das menschenleere Anwesen bald von einer Kreatur angegriffen. Der Gruppe gelingt es mit einer Pistole, einer Machete und der Hilfe eines selbstgebauten Elektroschockers die wandelnde Leiche zu vertreiben, als plötzlich ein älterer Herr, Elliot Whitney, mit einem Gewehr auftaucht.
Der Fremde entpuppt sich als Drogendealer, der aus Profitgier die Gruppe von kolumbianischen Killerkommandos umbringen lässt, die als Zombies getarnt, im Auftrag diverser Drogenkartelle einen Flüchtigen suchen. Die als Malerin getarnte Connie versucht von Whitney Kokain im Wert von 25 Millionen US-Dollar zu kaufen, wird dabei aber von Steve gestellt, der Whitney dabei erschießt; Paul kommt unterdessen ebenfalls um. Nachdem auch Connie tödlich verletzt wird, übergibt Steve das Drogengeld einem Voodoo-Priester, im Austausch für Sandy, den Reiseleiter und freies Geleit.
Am Ende des Films lädt Reiseleiter Jones eine neue Touristengruppe zu einem Tagesausflug auf die besagte Insel.

## Kritiken
„Ein wirklicher Zombie-Streifen ist ‚Zombie Island Massacre‘ gar nicht, denn eigentlich geht es eher um Voodoo-Riten, Drogen und Kannibalismus. Es gibt nicht allzuviel Blut zu sehen, es ist auch meist sehr dunkel, aber wenn man Horrorfilme mag, in denen Deppen sich deppenhaft aufführen und letztendlich aufgrund ihrer Dummheit in irgendeiner Form dahinscheiden, hat garantiert seinen Spaß an dieser Low Budget Produktion.“

„Leider ist dies ein recht langweiliger Film, bei dem weder die Schauspieler noch irgendwelche Kameraspielchen, die wenigstens halbwegs interessant wären, zu verzeichnen sind. Tatsächlich fühlt man sich leicht genötigt, den Film im schnellen Vorlauf anzusehen.“